# Allozym
Allozyme oder Alloenzyme sind alternative Formen eines Enzymes, die von verschiedenen Allelen am gleichen Locus codiert werden. Das Gegenstück hierzu sind Isoenzyme, welche dieselbe Funktion erfüllen, aber von Genen verschiedener Loci codiert werden.